# 561 v.Chr.
Het jaar 561 v.Chr. is een jaartal volgens de christelijke jaartelling.

## Gebeurtenissen

### Klein-Azië
- Croesus wordt koning van Lydië.

### Griekenland
- Comeas wordt benoemd tot archont van Athene.

## Overleden
- Alyattes II, koning van Lydië